# Erwin von Witzleben
Erwin von Witzleben (4 de dezembro de 1881 — 8 de agosto de 1944) foi um marechal de campo do exército alemão durante a Segunda Guerra Mundial. Nascido em Breslau, Alemanha, Witzleben ingressou no exército em 1901, e nele permaneceu até sua morte, quando foi executado pelos nazistas por envolvimento no atentado a bomba contra Hitler, na Toca do Lobo.

## Primeira Guerra
Na carreira militar, começou como segundo-tenente do 7º Regimento de Granadeiros. Com o início da Primeira Guerra, tornou-se ajudante da 19ª Brigada de Reserva. Em outubro de 1914, ganhou a patente de capitão e chefe de companhia no Regimento de Infantaria nº 6. Nesse mesmo regimento, tornou-se comandante de batalhão, e combateu em Verdun, Champagne e Flandres, entre outras regiões. Após ser seriamente ferido, recebeu a Cruz de Ferro, de primeira e segunda classe. Em abril de 1917, Witzleben assumiu o comando de um batalhão e, no ano seguinte, tornou-se oficial-general do Estado-Maior da 121ª Divisão de Infantaria, onde viu o fim do conflito.

## Entre-guerras
Após a guerra, permaneceu no Reichswehr, que então só tinha 100 mil militares, como estipulado pelo Tratado de Versalhes. Witzleben ascendeu de forma linear na carreira, chegando ao posto de major em 1923, coronel em 1931, major-general em 1934, general em 1936, general-coronel em 1939 e em 1940, juntamente com 12 outros generais, tornou-se marechal.
Oponente de Hitler e do Regime Nazista, Witzleben por diversas vezes se opôs publicamente aos nazistas. Em 1934, juntou-se a militares como Erich von Manstein, Wilhelm Ritter von Leeb e Gerd von Rundstedt para exigir a investigação do assassinato de Kurt von Schleicher, na Noite das facas longas. Em 1938, quando von Fritsch foi destituído do Comando do Exército por acusações de homossexualidade, Witzleben passou a externar sua indignação e pensar na possibilidade de um golpe militar contra Hitler. A Gestapo, polícia política dos nazistas, tomou conhecimento de suas posições, forçando Wiztleben a se afastar do serviço ativo.

## Segunda Guerra
Com o início da Segunda Guerra, Witzleben foi reconvocado e assumiu o comando do 1º Exército, estacionado no oeste. Na batalha da França, sua unidade ficou subordinada ao Grupo de Exércitos D, que atacou a porção norte da Linha Maginot, onde quebrou a linha de defesa e rendeu diversas divisões. Após a invasão, foi nomeado Comandante-em-Chefe do Oeste, mas saiu logo depois por motivos de saúde — embora algumas fontes indiquem que ele retirou-se por críticas ao regime nazista após a invasão da Rússia, com a Operação Barbarossa.
Integrou o grupo da resistência alemã e, em 1944, Witzleben foi a figura chave da tentativa de assassinar Hitler no atentado de 20 de julho, na Toca do Lobo, planejado por Claus von Stauffenberg. Como marechal-de-campo, ele assumiria o Comando Supremo de todas as forças militares. Com o fracasso do golpe, Witzleben foi preso em Berlim em 20 de julho de 1944, quando se preparava para assumir o comando das tropas dos conspiradores. Foi, então, expulso do Exército por uma Corte marcial estabelecida para julgar os militares envolvidos no golpe. Em 7 de agosto de 1944, Witzleben foi condenado pelo juiz nazista Roland Freisler à pena de morte. As palavras finais de Witzleben, dirigida à Freisler, foram:
| “ | "Você pode nos entregar ao carrasco, mas dentro de três meses o povo alemão amargurado e quebrado, lhes apresentará conta e arrastará os senhores pela lama das ruas!" | ” |

No dia seguinte, na prisão de Plötzensee, em Berlim, morreu enforcado com uma corda de piano, sendo a execução filmada para posterior projeção para Hitler.
|  |  |